# اتودسک مکانیکال دسکتاپ
اتودسک مکانیکال دسکتاپ (به انگلیسی: Autodesk Mechanical Desktop) یک نرم‌افزار طراحی به کمک رایانه است که از تولیدات شرکت اتودسک می‌باشد.
اتودسک یکی از اولین شرکت‌هایی می‌باشد که با ساخت اتوکد استفاده از کامپیوتر را در طراحی مهندسی رواج داد. پس از آن بود که کامپیوتر یکی از ابزارهای اصلی طراحی مهندسی به حساب آمد.
این نرم‌افزار بر پایه اتوکد طراحی و عرضه شده‌است و برای ترسیمات پایهٔ دو بعدی خود از آن بهره می‌برد؛ بنابراین برای کار کردن با مکانیکال دسکتاپ نیاز به فراگیری اتوکد نیز می‌باشد.
مکانیکال دسکتاپ با ارائه تمامی امکانات مربوط به مدل سازی، مونتاژ، مجموعه سازی، کاتالوگ قطعات استاندارد آماده، ایجاد روابط مکانی قطعات، تعریف نماهای انفجاری، تولید نقشه‌های دوبعدی حرفه‌ای و بسیاری از موارد دیگر به یک مجموعه کامل و بدون نقص برای طراحی مهندسی می‌باشد.
در صنعت امروز، سرعت و دقت در کار، یکی از فاکتورهای مهم طراحی می‌باشد که مکانیکال دسکتاپ با استفاده از اتوکد برای ترسیمات پایهٔ دوبعدی، آن را برای کاربر فراهم کرده‌است. این نرم‌افزار با ساده‌ترین دستورها برای طراحی، تمامی امکانات لازم را در اختیار طراح قرار داده است و پیچیدگی‌های بسیار زیادی که در نرم‌افزارهای دیگر موجود است را ندارد.
در گذشته مکانیکال دسکتاپ یکی از نرم‌افزارهای قدرتمند در طراحی صنعتی بود ولی نقطه ضعف‌های اساسی آن منجر به ارائه محصول قدرتمند و گسترده اینونتور توسط شرکت اتودسک شده‌است.
این نرم‌افزار یکی از نرم‌افزارهای قدرتمند طراحی سه بعدی قطعات می‌باشد که در رقابت تنگاتنگی با سالیدورکس، اینونتور و سالید اج بوده‌است.

محیط نرم‌افزار Mechanical Desktop

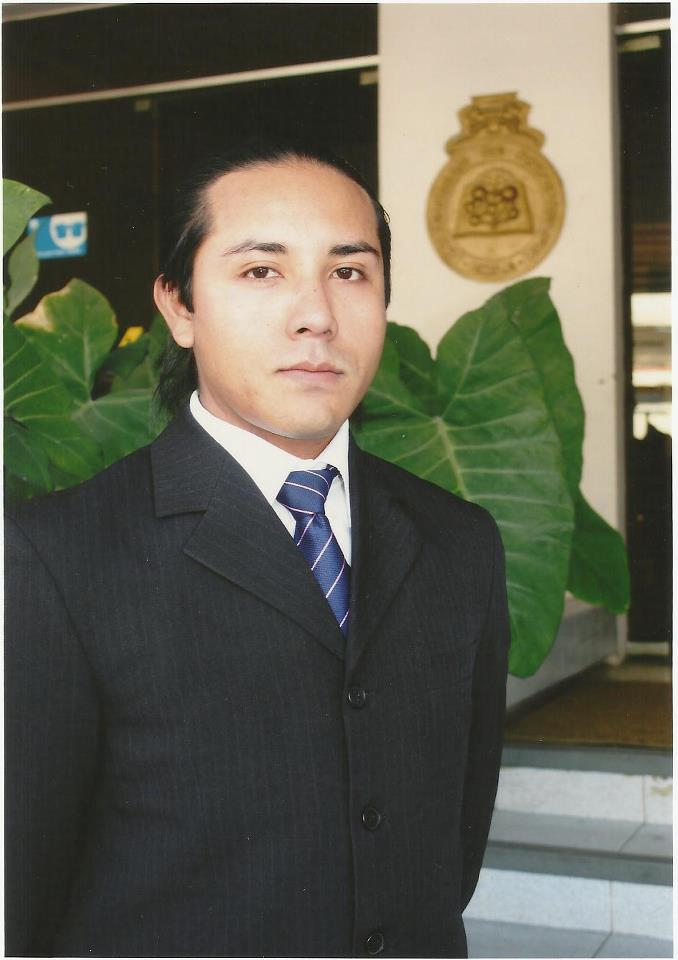
محیط نرم‌افزار Mechanical Desktop

از جمله مزایای استفاده از چنین شیوه‌ای می‌توان به موارد زیر اشاره کرد:
- افزایش سرعت پروسه طراحی بخاطر حذف مرحله نقشه‌کشی و نقشه خوانی
- جلوگیری از اشتباهات ناخواسته بخاطر استفاده از مدل سه بعدی به جای دو بعدی
- امکان محدود کردن طرح با قیدگذاری و تلرانس گذاری
- امکان تهیه نقشه‌های انفجاری، لیست قطعات و شماره‌گذاری خودکار آنها
- امکان تهیه نقشه‌های دو بعدی و برشها از طرحهای سه بعدی
- امکان مونتاژ قطعات
- امکان تحلیل مدل از نظر مقاومت مصالح
- امکان استفاده از نرم‌افزارهای دیگر مانند انجام مراحل ماشین کاری NC

مکانیکال دسکتاپ از جمله نرم‌افزارهای قدرتمند در حیطه CAD می‌باشد که بر بستر نرم‌افزار معروف اتوکد بنا شده‌است. از این رو در زمینه ترسیمات دو بعدی که برای مدلسازی سه بعدی نیاز است از همان امکانات اتوکد می‌توان بهره گرفت. در این نرم‌افزار امکانات پرقدرتی جهت ساخت مدل، مونتاژ و موارد دیگر در نظر گرفته شده‌است. از طرفی برخی نرم‌افزارهای دیگر نیز با پشتیبانی مکانیکال دسکتاپ خدمات دیگری را روی مدل‌های ترسیمی ارائه می‌دهند.
متأسفانه با اینکه این نرم‌افزار ویژگی‌های زیادی داشت اما به دلیل اینکه نرم‌افزار سالیدورکس کاربری ساده‌تری داشت و با قیمت کمتری نیز به بازار ارائه می‌شد، نتوانست مانند محصول اتوکد این شرکت موفقیت‌آمیز باشد و شرکت اتودسک پس از ویرایش ۲۰۰۹ ویرایش دیگری از این نرم‌افزار را روانه بازار نکرد.